# Tonči Martić
Tonči Martić (Split, 23 november 1972) is een voormalig Kroatisch voetballer. Martić was een defensieve middenvelder en stopte in 2005 met voetballen.
Martić speelde in zijn profcarrière bij NK Istra Pula, Hajduk Split, HNK Segesta Sisak en Excelsior Moeskroen. Hij speelde meer dan 200 wedstrijden op het hoogste niveau.
Tegenwoordig is hij zaakwaarnemer. Hij is de manager van onder anderen Ivan Perisic.